# Vivoin
Vivoin – miejscowość i gmina we Francji, w regionie Kraj Loary, w departamencie Sarthe.
Według danych na rok 1990 gminę zamieszkiwało 771 osób, a gęstość zaludnienia wynosiła 42 osób/km² (wśród 1504 gmin Kraju Loary Vivoin plasuje się na 687. miejscu pod względem liczby ludności, natomiast pod względem powierzchni na miejscu 622.).